# Marc Gené
Marc Gené Guerrero (Sabadell, 29 marzo 1974) è un telecronista sportivo ed ex pilota automobilistico spagnolo.
Ha militato in Formula 1 dal 1999 al 2004, mentre nel 2009 ha vinto la 24 Ore di Le Mans con la Peugeot 908 HDi FAP.
Successivamente, è diventato brand ambassador della Scuderia Ferrari e commentatore tecnico delle gare di Formula 1 per i canali La Sexta e Sky Sport F1.
È fratello di Jordi Gené, impegnato nel campionato TCR Series.

## Carriera

### Gli inizi e le formule minori
Gené iniziò la sua carriera a 13 anni, nel 1987, con il karting, disputando corse nazionali. Nel 1988 vinse il titolo e l'anno successivo passò al campionato europeo. Lo spagnolo rimase nell'ambiente kartistico fino al 1991, quando prese parte al campionato mondiale.
Passò alle monoposto nel 1992, ottenendo la quinta posizione nella Formula Ford spagnola. Nel 1993 si classificò secondo sia nel campionato europeo della Formula Ford sia al Formula Ford Festival. In seguito gareggiò nella Formula 3 britannica, dove ottenne il riconoscimento di Rookie of the Year nel 1994.
Nel 1997, dopo aver vinto la FISA Super Formula nel 1996, corse nella Formula 3000 Internazionale.
Gené vinse poi l'Euro Open by Nissan nel 1998, guadagnandosi un test con il team di Formula 1 Minardi, ottenendo buoni risultati e, grazie anche all'appoggio del suo sponsor Telefónica, riuscì a guadagnarsi un posto da titolare per la stagione di Formula 1 1999.

### Formula 1

#### 1999-2000: Minardi

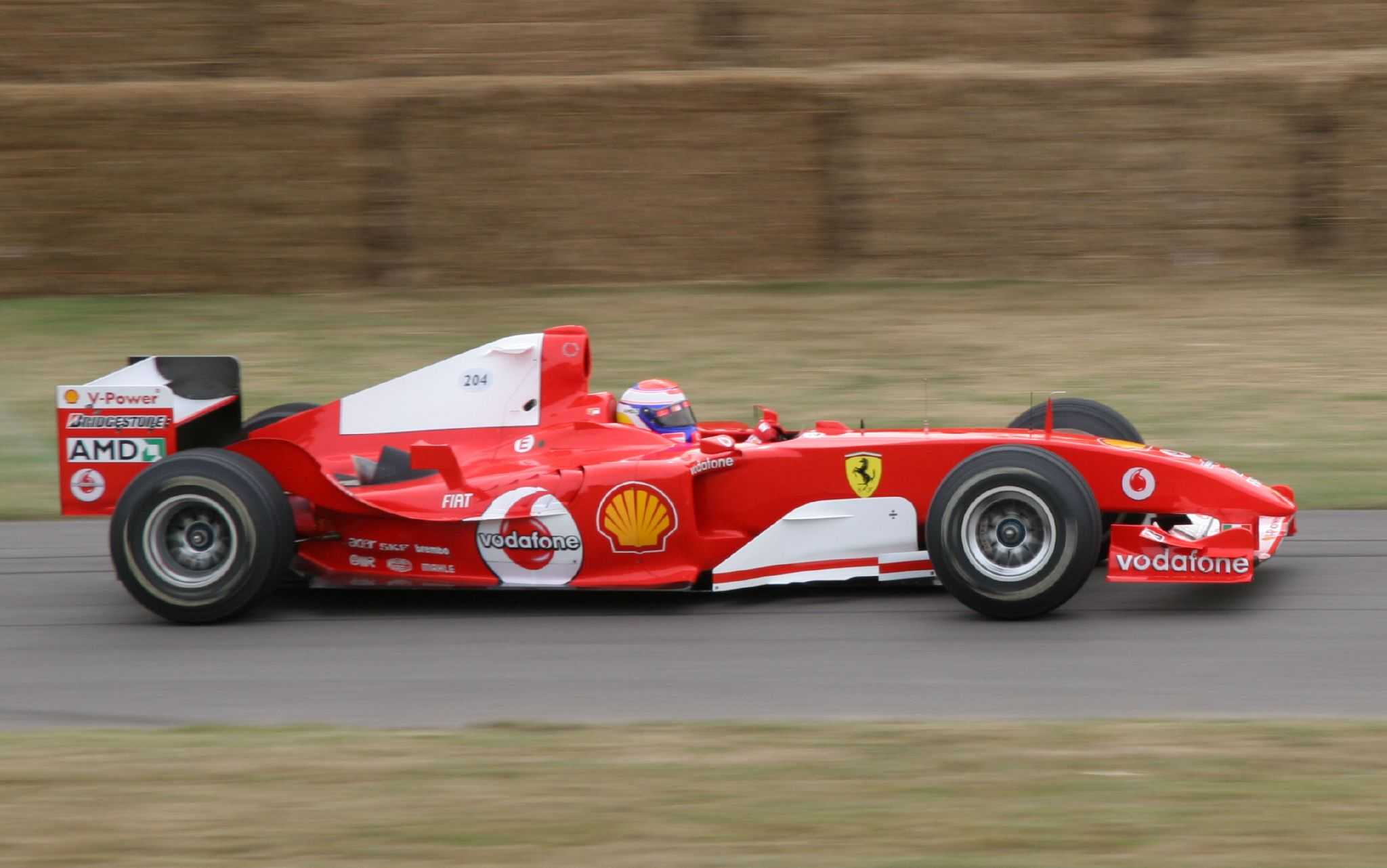
Gené sulla Ferrari F2004 a Goodwood nel 2006

Nel 1999, Gené fece il suo debutto al volante di una Minardi M01, conquistando un punto nello spettacolare Gran Premio d'Europa finendo sesto, grazie anche al ritiro del compagno di squadra Luca Badoer che si trovava in quarta posizione. Grazie a questo risultato Gené superò il compagno di squadra Luca Badoer, ma si rivelò più lento di lui in qualifica e sul ritmo di gara. Non riuscì a ripetere l'impresa l'anno successivo, ma mostrò una prestazione nettamente superiore a quella del suo compagno di squadra Gastón Mazzacane.

#### 2001-2004: Williams
Divenuto quindi tester Williams nel 2001, Gené sostituì Ralf Schumacher nel 2003 per il Gran Premio d'Italia, in cui ottenne un quinto posto. Lo spagnolo disputò alcune gare anche nel 2004, ma senza ottenere buoni risultati, visto che la Williams non era molto competitiva in quelle gare e aveva anche numerosi problemi tecnici.

#### 2005-2010: collaudatore Ferrari

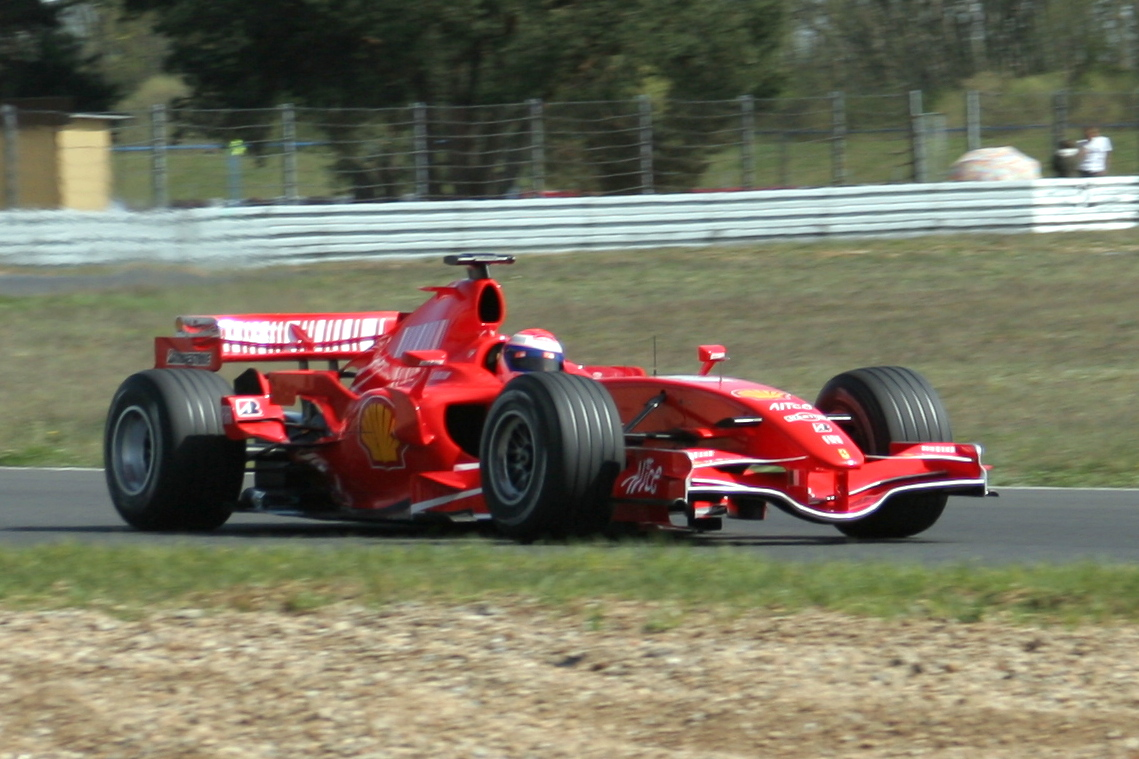
Gené sulla Ferrari F2007 durante dei test.

Dal campionato 2005, Gené divenne collaudatore della Ferrari, ruolo che mantenne fino a tutta la stagione 2010.

### 24 Ore di Le Mans e Endurance
Vinse l'edizione 2009 della 24 Ore di Le Mans su Peugeot 908 HDi FAP del team Peugeot Sport Total con 382 giri completati, alternandosi a David Brabham ed Alexander Wurz. 

Nel 2010 ottenne la vittoria nella 12 Ore di Sebring insieme a Alexander Wurz ed Anthony Davidson. 
Nel 2014, sostituendo il pilota Loïc Duval, vittima di uno spaventoso incidente in prova, si classificò secondo alla 24 Ore di Le Mans su Audi R18 e-tron quattro, in coppia con Tom Kristensen e Lucas Di Grassi.

### Commentatore televisivo
Attualmente è commentatore delle gare di Formula 1 per i canali televisivi La Sexta e Sky Sport F1. Già in precedenza aveva commentato le gare per Sky Sport, al fianco di Carlo Vanzini, dal 2007 al 2009 ed è tornato a svolgere tale ruolo per le tre sessioni di prove libere, qualifiche e gare dalla stagione 2013.

## Risultati

### Risultati in Formula 1
| 1999 | Scuderia | Vettura |     |   |   |     |     |   |     |    |    |   |    |    |     |   |   |     |  |  | Punti | Pos. |
| ---- | -------- | ------- | --- | - | - | --- | --- | - | --- | -- | -- | - | -- | -- | --- | - | - | --- |  |  | ----- | ---- |
| 1999 | Minardi  | M01     | Rit | 9 | 9 | Rit | Rit | 8 | Rit | 15 | 11 | 9 | 17 | 16 | Rit | 6 | 9 | Rit |  |  | 1     | 18º  |

| 2000 | Scuderia | Vettura |   |     |     |    |    |     |     |    |    |   |     |    |    |   |    |     |     |  | Punti | Pos. |
| ---- | -------- | ------- | - | --- | --- | -- | -- | --- | --- | -- | -- | - | --- | -- | -- | - | -- | --- | --- |  | ----- | ---- |
| 2000 | Minardi  | M02     | 8 | Rit | Rit | 14 | 14 | Rit | Rit | 16 | 15 | 8 | Rit | 15 | 14 | 9 | 12 | Rit | Rit |  | 0     | 19º  |

| 2003 | Scuderia | Vettura |  |  |  |  |  |  |  |  |  |  |  |  |  |   |  |  |  |  | Punti | Pos. |
| ---- | -------- | ------- |  |  |  |  |  |  |  |  |  |  |  |  |  | - |  |  |  |  | ----- | ---- |
| 2003 | Williams | FW25    |  |  |  |  |  |  |  |  |  |  |  |  |  | 5 |  |  |  |  | 4     | 17º  |

| 2004 | Scuderia | Vettura |  |  |  |  |  |  |  |  |  |    |    |  |  |  |  |  |  |  | Punti | Pos. |
| ---- | -------- | ------- |  |  |  |  |  |  |  |  |  | -- | -- |  |  |  |  |  |  |  | ----- | ---- |
| 2004 | Williams | FW26    |  |  |  |  |  |  |  |  |  | 10 | 12 |  |  |  |  |  |  |  | 0     | 23º  |

| Legenda | 1º posto     | 2º posto | 3º posto    | A punti         | Senza punti/Non class.  | Grassetto – Pole position Corsivo – Giro più veloce |
| Legenda | Squalificato | Ritirato | Non partito | Non qualificato | Solo prove/Terzo pilota | Grassetto – Pole position Corsivo – Giro più veloce |

### Risultati nel Campionato del mondo endurance
Nel 2012 la Coppa del Mondo Endurance FIA è stata assegnata solo ai Costruttori; nel 2013 è stata istituita anche quella per i piloti.
| Anno    | Squadra               | Classe | Vettura                 | SEB | SPA | LMS | SIL | SÃO | BHR | FUJ | SHA | Punti | Pos. |
| ------- | --------------------- | ------ | ----------------------- | --- | --- | --- | --- | --- | --- | --- | --- | ----- | ---- |
| 2012    | Audi Sport Team Joest | LMP1   | Audi R18 e-tron quattro |     | 1   | 4   |     |     |     |     |     | 49    | 11º  |
| Anno    | Squadra               | Classe | Vettura                 | SIL | SPA | LMS | SÃO | COA | FUJ | SHA | BHR | Punti | Pos. |
| 2013    | Audi Sport Team Joest | LMP1   | Audi R18 e-tron quattro |     | 3   | 3   |     |     |     |     |     | 45    | 9º   |
| Anno    | Squadra               | Classe | Vettura                 | SIL | SPA | LMS | COA | FUJ | SHA | BHR | SÃO | Punti | Pos. |
| 2014    | Audi Sport Team Joest | LMP1   | Audi R18 e-tron quattro |     |     | 2   |     |     |     |     |     | 36    | 12º  |
| Legenda |                       |        |                         |     |     |     |     |     |     |     |     |       |      |

### Risultati nella 24 Ore di Le Mans
| Anno | Classe | N° | Gomme | Vettura                                                        | Squadra               | Co-piloti                            | Giri | Pos. Assol. | Pos. di Classe |
| ---- | ------ | -- | ----- | -------------------------------------------------------------- | --------------------- | ------------------------------------ | ---- | ----------- | -------------- |
| 2007 | LMP1   | 7  | M     | Peugeot 908 HDi FAP Peugeot HDi 5.5L Turbo V12 (Diesel)        | Team Peugeot Total    | Nicolas Minassian Jacques Villeneuve | 338  | Rit         | Rit            |
| 2008 | LMP1   | 7  | M     | Peugeot 908 HDi FAP Peugeot HDi 5.5L Turbo V12 (Diesel)        | Team Peugeot Total    | Nicolas Minassian Jacques Villeneuve | 381  | 2º          | 2º             |
| 2009 | LMP1   | 9  | M     | Peugeot 908 HDi FAP Peugeot HDi 5.5L Turbo V12 (Diesel)        | Team Peugeot Total    | David Brabham Alexander Wurz         | 382  | 1º          | 1º             |
| 2010 | LMP1   | 1  | M     | Peugeot 908 HDi FAP Peugeot HDi 5.5L Turbo V12 (Diesel)        | Team Peugeot Total    | Alexander Wurz Anthony Davidson      | 360  | Rit         | Rit            |
| 2011 | LMP1   | 7  | M     | Peugeot 908 Peugeot HDi 3.7L Turbo V8 (Diesel)                 | Peugeot Sport Total   | Alexander Wurz Anthony Davidson      | 351  | 4º          | 4º             |
| 2012 | LMP1   | 3  | M     | Audi R18 ultra Audi TDI 3.7L Turbo V6 (Diesel)                 | Audi Sport Team Joest | Romain Dumas Loïc Duval              | 366  | 5º          | 5º             |
| 2013 | LMP1   | 3  | M     | Audi R18 e-tron quattro Audi TDI 3.7L Turbo V6 (Hybrid Diesel) | Audi Sport Team Joest | Oliver Jarvis Lucas Di Grassi        | 347  | 3º          | 3º             |
| 2014 | LMP1-H | 1  | M     | Audi R18 e-tron quattro Audi TDI 4.0L Turbo V6 (Diesel)        | Audi Sport Team Joest | Tom Kristensen Lucas Di Grassi       | 376  | 2º          | 2º             |